# Медді Кагере
Медді Кагере (фр. Meddie Kagere, нар. 10 жовтня 1986, Кампала) — руандійський футболіст, нападник танзанійського клубу «Сінгіда Біг Старз» і національної збірної Руанди. Відомий за виступами у складі албанського клубу «Тирана» та кенійського клубу «Гор Магія», у складі якого став трикратним чемпіоном Кенії.

## Клубна кар'єра
Народився в Уганді, проте пізніше повернувся на батьківщину. З 2006 року Медді Кагере виступав у руандійських футбольних клубах. Спочатку з 2006 до 2008 року грав у клубі «Кійову Спортс», а з 2008 до 2010 року грав за «Мукура Вікторі». З 2010 до 2012 року Кагере грав у клубі «Поліс» (Кібунго).
У 2013 році Медді Кагере уперше вирушає за кордон, і стає гравцем туніського клубу «Зарзіс». Після року виступів він повертається на батьківщину, де стає гравцем клубу «Район Спортс».
У 2014 році Медді Кагере отримує запрошення з Європи, та укладає контракт із албанським клубом «Тирана». Грав у Албанії протягом року, частину якого провів у оренді в іншому клубі «Сопоті».
З 2015 року Медді Кагере виступав у кенійському клубі «Гор Магія». У складі клубу з Найробі руандійський нападник тричі ставав чемпіоном Кенії.
У кінці 2018 року Медді Кагере став гравцем танзанійського клубу «Сімба». У складі команди у перший рік виступів він став чемпіоном країни. У 2022 року руандійський гравець перейшов до іншого танзанійського клубу «Сінгіда Біг Старз».

## Виступи за збірну
2011 року дебютував в офіційних матчах у складі національної збірної Руанди. На кінець 2019 року провів у її формі 44 матчі, забивши 15 голів.

## Титули та досягнення
- Чемпіон Кенії (3):

«Гор Магія»: 2015, 2016, 2018
- Чемпіон Танзанії (1):

«Сімба»: 2019